# Бьондини, Давиде
Давиде Бьондини (итал. Davide Biondini; 24 января 1983, Чезена) — итальянский футболист, полузащитник.

## Карьера
Давиде Бьондини воспитанник клуба «Чезена». Он дебютировал в основном составе команды в сезоне 2001/02 и провёл в первом сезоне за клуб 22 игры. В следующем сезоне Давиде сыграл 24 матча и забил 2 гола. Летом 2003 года половину прав на Бьондини выкупила «Виченца». Главный тренер команды, Джузеппе Якини, сделал ставку на полузащитника, используя его на правом фланге. Давиде провёл за клуб 41 матч и забил 1 гол. В следующем сезоне Бьондини провёл лишь 22 игры. В июне 2005 года «Виченца» выкупила оставшуюся часть прав на игрока за 220 тыс. евро.
В июле 2005 года Бьондини перешёл в «Реджину», заплатившую за трансфер футболиста 1,4 млн евро. Вместе с ним был куплен и другой игрок «Виченцы», Лука Ригони. За эту команду Бьондини провёл 28 игр, дебютировав в серии А. Клуб занял 13 место в первенстве.
В следующем году Бьондини был арендован «Кальяри», который после первого сезона выкупил трансфер игрока. В первом сезоне в команде Бьондини использовался Марко Джампаоло и другими тренера клуба на месте центрального полузащитника. Но с приходом на пост главного тренера команды Массимилиано Аллегри был переведён на левый фланг полузащиты. 1 ноября 2009 года Бьондини провёл 100-й матч за «Кальяри». Летом 2010 года Давиде интересовались в «Наполи», но клуб предпочёл ему других игроков.
11 января 2012 года Бьондини перешёл в клуб «Дженоа». Он дебютировал в новой команде 15 января в игре с «Удинезе». Всего же во второй половине сезона 2011/12 итальянский полузащитник отыграл за генуэзцев 20 матчей.

## Международная карьера
Бьондини выступал за юношеские и молодёжные сборные Италии различных возрастов. В 2006 году в составе сборной до 21 года он участвовал на молодёжном чемпионате Европы, где провёл 2 игры, а итальянцы выступили неудачно, заняв 3 место на групповой стадии соревнования.
9 ноября 2009 года Бьондини впервые был вызван в состав первой сборной. 14 ноября 2009 года Давиде дебютировал в составе сборной в товарищеской игре с Голландией, выйдя на замену вместо Анджело Паломбо. Он также вышел на замену в следующей игре сборной, со Швецией и имел шанс забить.